# Alpha sanshool
L’alpha sanshool est un amide à la saveur unique qui est à la fois irritante (pseudo-chaleur) comme le piment mais qui picote aussi (paresthésie).

## Origine
Elle a été identifiée dans le poivre du Sichuan (Zanthoxylum piperitum) et définie, avec l’alpha hydroxy sanshool, comme étant la source principale de son goût caractéristique,.

## Goût
Le pouvoir irritant de l'alpha sanshool, sur l'échelle de Scoville, est situé entre celui de la pipérine et celui du [6]-gingérol.
| Composés               | Échelle de Scoville (Unité SHU) |
| ---------------------- | ------------------------------- |
| Capsaïcine             | 16 000 000[4]                   |
| [6]-Shogaol            | 160 000[5],[6]                  |
| Pipérine               | 100 000[5],[6]                  |
| Alpha sanshool         | 80,000-110,000[3]               |
| [6]-gingérol           | 60 000[5],[6]                   |
| Alpha hydroxy sanshool | 16,000-22,000[3]                |